# Roger Baudron
Roger Baudron est une personnalité du monde des courses hippiques, driver, entraîneur et propriétaire de trotteurs, né le 21 juillet 1932. Il est établi au Bourgneuf-la-Forêt, en Mayenne.

## Carrière
Roger Baudron est né le 21 juillet 1932 de parents marchands de bestiaux au Bourgneuf-la-Forêt, en Mayenne. En 1923, son grand-père avait acquis un cheval pour son père pour que celui-ci puisse courir, créant dans la continuité une petite écurie de course. Roger Baudron obtient sa première victoire à 13 ans avec son premier cheval, Réveillon. Il établit son écurie au haras de Vrie, au Bourgneuf-la-Forêt,. En 1962, il remporte le Critérium des 3 ans au sulky de Pinochle. En 1989, il inscrit son nom au palmarès du prestigieux Prix d'Amérique battant, au sulky de Queila Gédé, devant le président Mitterrand venu exceptionnellement à Vincennes, le grandissime favori Ourasi attendu pour une inédite quatrième victoire dans l'épreuve.

## Palmarès driver

### GroupesI(classiques)
- Critérium des 3 ans 1962
- Prix de France 1967, 1968
- Prix de Paris 1967, 1980
- Prix de l'Étoile 1967, 1984
- Prix de Sélection 1980
- Critérium continental 1980
- Prix d'Été 1984, 1990
- Prix d'Amérique 1989

### GroupesII(semi-classiques)
- Prix de La Haye 1959
- Prix Thiéry de Cabanes 1959, 1983
- Prix Doynel-de-Saint-Quentin 1961
- Prix Éphrem-Houel 1962, 1980
- Prix Jockey 1964
- Prix de Croix 1965, 1981
- Prix Abel-Bassigny 1965
- Prix Guy-Le-Gonidec 1967
- Prix de Bourgogne 1968, 1983, 1985, 1991
- Prix Jean-Le-Gonidec 1969, 1981
- Prix de la Marne 1977
- Prix de la Société sportive d'encouragement 1977
- Prix de Buenos-Aires 1977, 1984
- Prix Roederer 1981
- Prix Robert-Auvray 1981
- Prix du Bois de Vincennes 1973, 1981
- Prix du Plateau de Gravelle 1981, 1990
- Prix de Bretagne 1983, 1988
- Prix Guy-Deloison 1983
- Prix du Bourbonnais 1983, 1989
- Prix Pierre-Plazen 1984
- Clôture du Grand National du trot 1985, 1988
- Prix Albert-Demarcq 1988
- Prix Ovide-Moulinet 1988
- Prix de Tonnac-Villeneuve 1989
- Prix Charles-Tiercelin 1989
- Prix de Belgique 1990
- Prix de la Marne 1990
- Prix de la Société d'encouragement 1991